# Todd Grinnell
Todd A. Grinnell (Massachusetts, 29 marzo 1976) è un attore statunitense, noto soprattutto per il suo ruolo di Schneider in Giorno per giorno.
È sposato con India de Beaufort e la coppia ha avuto un figlio.

## Filmografia parziale

### Cinema
- Hollywoodland, regia di Allen Coulter (2006)

### Televisione
- Love, Inc. - serie TV, 1 episodio (2005)
- Robot Chicken - serie TV, 1 episodio (2006)
- Criminal Minds - serie TV, 1 episodio (2007)
- Hazzard - I Duke alla riscossa - film TV (2007)
- The Wedding Bells - serie TV, 1 episodio (2007)
- C'è sempre il sole a Philadelphia - serie TV, 1 episodio (2007)
- Samantha chi? - serie TV, 1 episodio (2007)
- Cold Case - Delitti irrisolti - serie TV, 1 episodio (2007)
- Eli Stone - serie TV, 2 episodi (2008-2009)
- Desperate Housewives - serie TV, 6 episodi (2008-2011)
- Parks and Recreation - serie TV, 2 episodi (2009)
- Lie to Me - serie TV, 1 episodio (2010)
- Human Target - serie TV, 1 episodio (2011)
- The Mentalist - serie TV, 1 episodio (2011)
- Le regole dell'amore - serie TV, 1 episodio (2011)
- How I Met Your Mother - serie TV, 1 episodio (2011)
- Jane stilista per caso - serie TV, 4 episodi (2012)
- The Glades - serie TV, 1 episodio (2012)
- Revenge - serie TV, 2 episodi (2012)
- Vegas - serie TV, 1 episodio (2012)
- Battle Creek - serie TV, 1 episodio (2015)
- Hot in Cleveland - serie TV, 1 episodio (2015)
- Grace and Frankie - serie TV, 3 episodi (2015-2016)
- Dr. Ken - serie TV, 1 episodio (2016)
- The Young Pope - serie TV, 1 episodio (2016)
- Giorno per giorno - serie TV, 39 episodi (2017-2019)
- Lethal Weapon - serie TV, 1 episodio (2017)

## Doppiatori italiani
Nelle versioni in italiano delle opere in cui ha recitato, Todd Grinnell è stato doppiato da:
- David Chevalier in Cold Case - Delitti irrisolti, Giorno per giorno
- Francesco Pezzulli in Desperate Housewives, The Mentalist
- Massimo De Ambrosis in Criminal Minds
- Marco Vivio in Lie To Me
- Massimiliano Lotti in How I Met Your Mother
- Emiliano Coltorti in The Glades
- Gianfranco Miranda in The Young Pope